# Liste des monuments historiques de Bierbeek
Cette page regroupe l'ensemble des monuments classés de la ville de Bierbeek.
| Objet                                         | Statut du classement? | Année de construction/architecte | Section communale | Adresse                 | Coordonnées                      | Numéro d'inventaire | Illustration                                |
| --------------------------------------------- | --------------------- | -------------------------------- | ----------------- | ----------------------- | -------------------------------- | ------------------- | ------------------------------------------- |
| (nl) Parochiekerk Sint-Lambertus              | Oui                   |                                  | Lovenjoel         | Stationsstraat 50       | 50° 51′ 14″ nord, 4° 46′ 56″ est | 41574               | (nl) Parochiekerk Sint-Lambertus            |
| (nl) Hoeve Blauwe Schuur                      | Oui                   |                                  | Bierbeek          | Neervelpsestraat 46     | 50° 49′ 20″ nord, 4° 47′ 39″ est | 41551               | (nl) Hoeve Blauwe Schuur                    |
| (nl) Hoeve Blauwe Schuur                      | Oui                   |                                  | Bierbeek          | Neervelpsestraat 46A    | 50° 49′ 20″ nord, 4° 47′ 39″ est | 41551               | (nl) Hoeve Blauwe Schuur                    |
| (nl) Hoeve Blauwe Schuur                      | Oui                   |                                  | Bierbeek          | Neervelpsestraat 48     | 50° 49′ 20″ nord, 4° 47′ 39″ est | 41551               | (nl) Hoeve Blauwe Schuur                    |
| (nl) Watermolen                               | Oui                   |                                  | Bierbeek          | Ruisbroekstraat 20      | 50° 50′ 09″ nord, 4° 45′ 26″ est | 41547               | (nl) Watermolen                             |
| (nl) Hoeve Katspoelhof                        | Oui                   |                                  | Bierbeek          | Katspoelstraat 4        | 50° 49′ 43″ nord, 4° 48′ 06″ est | 41550               | (nl) Hoeve Katspoelhof                      |
| (nl) Woning in bak- en zandsteenstijl         |                       |                                  | Bierbeek          | Weterbeekstraat 2       | 50° 50′ 24″ nord, 4° 47′ 32″ est | 41553               | Téléverser                                  |
| (nl) Rij dorpswoningen                        |                       |                                  | Bierbeek          | Bergstraat 15           | 50° 49′ 42″ nord, 4° 45′ 36″ est | 41536               | Téléverser                                  |
| (nl) Woning in bak- en zandsteenstijl         |                       |                                  | Bierbeek          | Weterbeekstraat 4       | 50° 50′ 24″ nord, 4° 47′ 32″ est | 41553               | Téléverser                                  |
| (nl) Gesloten hoeve                           |                       |                                  | Korbeek-Lo        | IJzerenwegstraat 2      | 50° 51′ 31″ nord, 4° 44′ 13″ est | 41569               | Téléverser                                  |
| (nl) Pastorie, dubbelhuis                     | Oui                   |                                  | Korbeek-Lo        | Pastoriestraat 54       | 50° 51′ 39″ nord, 4° 45′ 57″ est | 41570               | (nl) Pastorie, dubbelhuis                   |
| (nl) Parochiekerk Heilig Kruis                | Oui                   |                                  | Korbeek-Lo        | Bierbeekstraat          | 50° 51′ 34″ nord, 4° 45′ 47″ est | 41565               | (nl) Parochiekerk Heilig Kruis              |
| (nl) Bakstenen woning van 1725                |                       |                                  | Korbeek-Lo        | Tiensesteenweg 149      | 50° 51′ 42″ nord, 4° 46′ 02″ est | 41572               | (nl) Bakstenen woning van 1725              |
| (nl) Boerenburgerhuis                         |                       |                                  | Bierbeek          | Waterstraat 1           | 50° 49′ 54″ nord, 4° 44′ 51″ est | 41552               | Téléverser                                  |
| (nl) Semi-gesloten hoeve                      |                       |                                  | Bierbeek          | Korbeek-Losestraat 37   | 50° 50′ 44″ nord, 4° 45′ 19″ est | 41548               | (nl) Semi-gesloten hoeve                    |
| (nl) Hoeve Hof te Rijcke                      |                       |                                  | Bierbeek          | Korbeek-Losestraat 120  | 50° 50′ 48″ nord, 4° 45′ 30″ est | 41549               | (nl) Hoeve Hof te Rijcke                    |
| (nl) Rij dorpswoningen                        |                       |                                  | Bierbeek          | Bergstraat 1            | 50° 49′ 42″ nord, 4° 45′ 36″ est | 41536               | (nl) Rij dorpswoningen                      |
| (nl) Rij dorpswoningen                        |                       |                                  | Bierbeek          | Bergstraat 6            | 50° 49′ 42″ nord, 4° 45′ 36″ est | 41536               | (nl) Rij dorpswoningen                      |
| (nl) Woning, rijhuis                          |                       |                                  | Bierbeek          | Bergstraat 2            | 50° 49′ 42″ nord, 4° 45′ 38″ est | 41537               | (nl) Woning, rijhuis                        |
| (nl) Hoeve Schotteshof                        | Oui                   |                                  | Bierbeek          | Bergstraat 29           | 50° 49′ 54″ nord, 4° 45′ 32″ est | 41538               | (nl) Hoeve Schotteshof                      |
| (fr) Église Saint-Hilaire de Bierbeek         | Oui                   |                                  | Bierbeek          | Dorpsstraat 24          | 50° 49′ 39″ nord, 4° 45′ 35″ est | 41529               | (fr) Église Saint-Hilaire de Bierbeek       |
| (nl) Bakstenen woning van 1725                |                       |                                  | Korbeek-Lo        | Tiensesteenweg 151      | 50° 51′ 42″ nord, 4° 46′ 02″ est | 41572               | (nl) Bakstenen woning van 1725              |
| (nl) Pastorie                                 | Oui                   |                                  | Bierbeek          | Dorpsstraat 26          | 50° 49′ 37″ nord, 4° 45′ 37″ est | 41530               | (nl) Pastorie                               |
| (nl) Hoeve Verbrande Toren                    | Oui                   |                                  | Opvelp            | Verbranden Toren 11     | 50° 48′ 34″ nord, 4° 47′ 51″ est | 41555               | (nl) Hoeve Verbrande Toren                  |
| (nl) Café In de Molen                         | Oui                   |                                  | Bierbeek          | Dorpsstraat 14          | 50° 49′ 39″ nord, 4° 45′ 31″ est | 41531               | (nl) Café In de Molen                       |
| (nl) Dorpswoning                              |                       |                                  | Bierbeek          | Dorpsstraat 27          | 50° 49′ 41″ nord, 4° 45′ 33″ est | 41540               | (nl) Dorpswoning                            |
| (nl) Woning van bak- en zandsteen             | Oui                   |                                  | Bierbeek          | Dorpsstraat 20          | 50° 49′ 38″ nord, 4° 45′ 33″ est | 41534               | (nl) Woning van bak- en zandsteen           |
| (nl) Woning, rijhuis                          | Oui                   |                                  | Bierbeek          | Dorpsstraat 18          | 50° 49′ 39″ nord, 4° 45′ 32″ est | 41533               | (nl) Woning, rijhuis                        |
| (nl) Rij dorpswoningen                        |                       |                                  | Bierbeek          | Bergstraat 3            | 50° 49′ 42″ nord, 4° 45′ 36″ est | 41536               | (nl) Rij dorpswoningen                      |
| (nl) Hoeve Rachierhof                         | Oui                   |                                  | Bierbeek          | Oude Geldenaaksebaan 44 | 50° 48′ 50″ nord, 4° 45′ 05″ est | 200115              | Téléverser                                  |
| (nl) Dorpswoning                              |                       |                                  | Bierbeek          | Hoogstraat 1            | 50° 49′ 40″ nord, 4° 45′ 20″ est | 41543               | (nl) Dorpswoning                            |
| (nl) Parochiekerk Sint-Antonius Abt           | Oui                   |                                  | Opvelp            | Hoegaardsesteenweg      | 50° 48′ 33″ nord, 4° 47′ 40″ est | 41554               | (nl) Parochiekerk Sint-Antonius Abt         |
| (nl) Boerenhuis                               |                       |                                  | Bierbeek          | Hoogstraat 4            | 50° 49′ 40″ nord, 4° 45′ 22″ est | 41544               | (nl) Boerenhuis                             |
| (nl) Plattelandswoning                        | Oui                   |                                  | Opvelp            | Hoegaardsesteenweg 31   | 50° 48′ 35″ nord, 4° 47′ 36″ est | 41560               | (nl) Plattelandswoning                      |
| (nl) Hoeve Berkenhof                          | Oui                   |                                  | Opvelp            | Weg tussen Weiden 14    | 50° 48′ 21″ nord, 4° 47′ 19″ est | 41557               | (nl) Hoeve Berkenhof                        |
| (nl) Hoeve Bordingenhof                       | Oui                   |                                  | Bierbeek          | Bevekomsestraat 47      | 50° 49′ 25″ nord, 4° 45′ 29″ est | 200109              | (nl) Hoeve Bordingenhof                     |
| (nl) Woning met laadvenster                   |                       |                                  | Korbeek-Lo        | Tiensesteenweg 153      | 50° 51′ 42″ nord, 4° 46′ 03″ est | 41571               | (nl) Woning met laadvenster                 |
| (nl) Hoeve Denonville                         | Oui                   |                                  | Bierbeek          | Bevekomsestraat 82      | 50° 48′ 49″ nord, 4° 45′ 24″ est | 200114              | (nl) Hoeve Denonville                       |
| (nl) Herenwoning Kasteel Wilderhof van 1906   | Oui                   |                                  | Bierbeek          | Dreefstraat 17          | 50° 50′ 33″ nord, 4° 45′ 33″ est | 41542               | (nl) Herenwoning Kasteel Wilderhof van 1906 |
| (nl) Hoeve Jezuïetenhof                       | Oui                   |                                  | Opvelp            | Velpestraat 37          | 50° 48′ 36″ nord, 4° 47′ 30″ est | 41556               | (nl) Hoeve Jezuïetenhof                     |
| (nl) Hoeve Jezuïetenhof                       | Oui                   |                                  | Opvelp            | Velpestraat 35          | 50° 48′ 36″ nord, 4° 47′ 30″ est | 41556               | (nl) Hoeve Jezuïetenhof                     |
| (nl) Het Klein Park                           | Oui                   |                                  | Lovenjoel         | Klein Park 1            | 50° 51′ 20″ nord, 4° 46′ 57″ est | 200048              | Téléverser                                  |
| (nl) Het Klein Park                           | Oui                   |                                  | Lovenjoel         | Stationsstraat 23A      | 50° 51′ 20″ nord, 4° 46′ 57″ est | 200048              | Téléverser                                  |
| (nl) Het Klein Park                           | Oui                   |                                  | Lovenjoel         | Stationsstraat 23B      | 50° 51′ 20″ nord, 4° 46′ 57″ est | 200048              | Téléverser                                  |
| (nl) Het Klein Park                           | Oui                   |                                  | Lovenjoel         | Dreef 2                 | 50° 51′ 20″ nord, 4° 46′ 57″ est | 200048              | Téléverser                                  |
| (nl) Kasteel Vijverhof                        | Oui                   |                                  | Korbeek-Lo        | Bierbeekstraat 89       | 50° 51′ 25″ nord, 4° 45′ 48″ est | 200113              | Téléverser                                  |
| (nl) Pastorie                                 | Oui                   |                                  | Opvelp            | Hoegaardsesteenweg 10   | 50° 48′ 34″ nord, 4° 47′ 38″ est | 41558               | (nl) Pastorie                               |
| (nl) Pastorie, dubbelhuis                     | Oui                   |                                  | Lovenjoel         | Stationsstraat 48       | 50° 51′ 15″ nord, 4° 46′ 57″ est | 41575               | Téléverser                                  |
| (nl) Boerenburgerhuis                         |                       |                                  | Lovenjoel         | Tiensesteenweg 197      | 50° 51′ 38″ nord, 4° 46′ 20″ est | 41577               | Téléverser                                  |
| (nl) Boerenburgerhuis                         |                       |                                  | Lovenjoel         | Tiensesteenweg 199      | 50° 51′ 38″ nord, 4° 46′ 20″ est | 41577               | Téléverser                                  |
| (nl) Boerenhuis en schuur                     |                       |                                  | Lovenjoel         | Tiensesteenweg 286      | 50° 51′ 26″ nord, 4° 47′ 02″ est | 41576               | Téléverser                                  |
| (nl) Woning van 1758                          |                       |                                  | Lovenjoel         | Tiensesteenweg 261      | 50° 51′ 25″ nord, 4° 47′ 13″ est | 41578               | Téléverser                                  |
| (nl) Hoeve Verbrande Toren                    | Oui                   |                                  | Opvelp            | Verbranden Toren 9      | 50° 48′ 34″ nord, 4° 47′ 51″ est | 41555               | Téléverser                                  |
| (nl) Dorpswoning                              |                       |                                  | Bierbeek          | Hoogstraat 3            | 50° 49′ 40″ nord, 4° 45′ 20″ est | 41543               | Téléverser                                  |
| (nl) Hoeve Jezuïetenhof                       | Oui                   |                                  | Opvelp            | Velpestraat 33          | 50° 48′ 36″ nord, 4° 47′ 30″ est | 41556               | Téléverser                                  |
| (nl) Woning met bak- en zandsteengevel        |                       |                                  | Bierbeek          | Dorpsstraat 35          | 50° 49′ 41″ nord, 4° 45′ 37″ est | 41535               | (nl) Woning met bak- en zandsteengevel      |
| (nl) Dorpswoning van 1753                     | Oui                   |                                  | Opvelp            | Hoegaardsesteenweg 12   | 50° 48′ 37″ nord, 4° 47′ 37″ est | 41559               | (nl) Dorpswoning van 1753                   |
| (nl) Woning met deur in zandstenen omlijsting |                       |                                  | Opvelp            | Molensteenstraat 2      | 50° 49′ 09″ nord, 4° 48′ 10″ est | 41562               | Téléverser                                  |
| (nl) Hoeve van het langgeveltype              |                       |                                  | Opvelp            | Vinaafstraat 17         | 50° 48′ 54″ nord, 4° 47′ 15″ est | 41564               | (nl) Hoeve van het langgeveltype            |
| (nl) Hoeve van het langgeveltype van 1913     |                       |                                  | Opvelp            | Vinaafstraat 9          | 50° 48′ 52″ nord, 4° 47′ 12″ est | 41563               | (nl) Hoeve van het langgeveltype van 1913   |
| (nl) Hoeve                                    | Oui                   |                                  | Bierbeek          | Dorpsstraat 30          | 50° 49′ 38″ nord, 4° 45′ 40″ est | 41541               | (nl) Hoeve                                  |
| (nl) Het Klein Park                           | Oui                   |                                  | Lovenjoel         | Dreefstraat 4           | 50° 51′ 20″ nord, 4° 46′ 57″ est | 200048              | Téléverser                                  |